# Jaskrota wilcza
Jaskrota wilcza (Letharia vulpina (L.) Hue) – gatunek grzybów z rodziny tarczownicowatych (Parmeliaceae). Ze względu na współżycie z glonami zaliczany jest do porostów. 

## Systematyka i nazewnictwo
Pozycja w klasyfikacji według Index Fungorum: Letharia, Parmeliaceae, Lecanorales, Lecanoromycetidae, Lecanoromycetes, Pezizomycotina, Ascomycota, Fungi.
Po raz pierwszy gatunek ten zdiagnozowany został w 1753 r. przez K. Linneusza jako Lichen vulpinus (porost lisi), do rodzaju Letharia przeniósł go w 1889 r. Auguste-Marie Hue i nazwa ta według Index Fungorum jest prawidłowa. Nazwa polska według Krytycznej listy porostów i grzybów naporostowych Polski. W polskim piśmiennictwie mykologicznym gatunek ten opisywany był także jako jaskrota lisia.

## Występowanie i siedlisko
Najliczniej występuje w Ameryce Północnej i Europie, ale opisano stanowiska tego gatunku również w Ameryce Południowej (w Kolumbii), Azji i Afryce. W Polsce stwierdzono występowanie tylko w Sudetach, w okolicach Zielonej Góry, ale liczniej występuje w czeskich Sudetach, możliwe jest też odszukanie tego gatunku w Tatrach. Znajduje się na Czerwonej liście roślin i grzybów Polski. Ma status RE – regionalnie wymarły. 
Rośnie na korze drzew szpilkowych i na starym drewnie, szczególnie często na usychających gałązkach.

## Znaczenie
Zawiera silnie trujący kwas wulpinowy, z tego też powodu dawniej z porostu tego sporządzano trutki dla dzikich zwierząt, głównie dla lisów.